# 今野ゆい
今野 ゆい（こんの ゆい、1990年8月5日 - ）は、日本の元グラビアアイドル、元モデル、元タレント。
山形県出身。リップに所属していたが、2018年3月31日限りで退所して芸能界からも引退した。

## 人物・来歴
- 趣味：篠笛・ピクルスを作ること
- 好きな食べ物：果物、フルーツタルト
- 嫌いな食べ物は：つぶあん
- 好きなスポーツは：テニス、バスケ、サッカー、野球
- 好きな動物は：わんちゃん?
- 好きな色は：ピンク、オレンジ

## 出演

### テレビ
- パチンコパチスロエンタメ情報 パチFUN!"まりかの特別授業" (2014年8月-9月、テレビ埼玉)

### その他
- 2015年　山形ZEST GIRLS

## 作品

### DVD
- あなた色に染めて（2015年7月20日、ラインコミュニケーションズ）
- 濡尻（2015年12月25日、グラッソ）
- 恋尻（2016年6月24日、グラッソ）
- 天使のヒップ（2017年2月17日、イーネットフロンティア）
- シロップ（2017年07月21日、竹書房）[3]